# Варяги в культуре Нового и Новейшего времени
Варяжская проблема глубоко отразилась в историческом сознании. Историки, писатели, политики и публицисты регулярно возвращаются к теме варягов. «Варяжский вопрос» часто приобретал политическое звучание. Данная тематика связана с национальными чувствами и политическими симпатиями, как явно демонстрируемыми, так и выражаемыми в неявной форме. Развитие общественной и научной мысли отражено в историко-художественной литературе, в частности, писатель реагирует на уязвимые места господствующей научной концепции и стремится заполнить существующие в историографии пробелы.

## Досоветский период
В XVII веке Швеция для обоснования своей экспансионистской политики по отношению к Русскому государству активно использовала летописные сведения о скандинавском происхождении древнерусских князей и присутствии скандинавов в Восточной Европе периода становления Древнерусского государства.
В XVIII веке начинается процесс «изобретения наций» и их истории, в который включаются представления о «народных традициях» и «исторических корнях». Изменился также подход к предкам царствующих фамилий. В династических представлениях мифические персонажи были заменены более реальными властителями прошлого, которым, однако, стала присваиваться «правильная» национальность. Одним из наиболее ярких примеров является вопрос об этнической принадлежности первых русских князей. В России политическую и идеологическую остроту «варяжский вопрос» приобрёл в середине XVIII века в связи с дискуссией Михаила Ломоносова против историков немецкого происхождения.
В историографии после Ломоносова, в период с 1760-х по 1860-е годы, преобладала норманская теория, в связи с чем художественная литература конца XVIII — первой половины XIX века не подвергала сомнению скандинавское происхождение варягов и их роль в образовании государства. Начало художественного осмысления варяжского вопроса положила драматургия последней четверти XVIII века. В этих произведениях исторические аналогии применялись в качестве аллюзий на современные авторам реалии, что отражало ценностно-идеологические ориентиры авторов. Так, «Исторические представления в подражание Шекспиру» императрицы Екатерины II и трагедия «Вадим Новгородский» Якова Княжнина в основе сюжета ставили известие Никоновской летописи, которое сообщало, что в 862 году к власти в Новгороде пришёл Рюрик, убивший в 864 году новгородца Вадима Храброго и его советников. Эти произведения отражали полемику двух идеологических позиций: согласно Екатерине в лице Рюрика выразилась спасительная роль самодержавия, а Вадим трактовался как «низкий честолюбец»; Княжнин утверждал: «самодержавие — повсюду бед содетель», Вадим изображался «борцом за новгородскую вольность». Однако оба автора следовали норманской теории. Они представляли начало самодержавия со времён Рюрика и признавали скандинавское происхождение первых русских князей.
Тема восстания Вадима Храброго получила значительное развитие у представителей передовой общественной мысли конца XVIII — начала XIX века, в особенности в творчестве декабристов в 1810—1820-е годы, которые идеализировали этот образ. В 1821—1822 годах были задуманы трагедия «Вадим» Александра Пушкина, в конце 1820-х — начале 1830-х годов — поэмы Михаила Лермонтова «Олег» и «Последний сын вольности». В этих произведениях и в поэзии декабристов варяги рассматривались как скандинавы — по выражению Пушкина «суровое племя Одена», а Рюрик выступал в качестве «основателя Российского государства» и «князя самовластительного» (у Кондратия Рылеева, «Олег Вещий»). Призвание варягов авторы чаще всего оценивали негативно («До какого нас бесславия довели вражды граждан! / Насылает Скандинавия властелинов на славян!» — Рылеев, «Вадим»). Однако Пушкин писал о А. Л. Щлецере: «Смотри, чем начал Шлецер свои критические исследования! Он переписывал летописи слово в слово, букву в букву… А наши!..».
В середине XIX века в рамках славянофильства наблюдается усиление антинорманских тенденций, выразителем чего стал С. А. Гедеонов. На 1860-е годы приходится историографическое возрождение антинорманизма, что получило отклик и в художественном культуре. Литераторы отреагировали на публичный диспут Н. И. Костомарова и М. П. Погодина, составлявшийся в Петербургском университете в 1860 году, приняв участие в дискуссии, которая развернулась затем в печати. В 1868 году А. К. Толстой писал в своём сатирическом стихотворении: «И стали все под стягом, и молвят: „Как нам быть? / Давай пошлем к варягам: пускай придут княжить…“ / …И вот пришли три брата, варяги средних лет, / Глядят — земля богата, порядка ж вовсе нет…».
В середине XIX — начале XX веков учёные ввели в научный оборот значительный корпус восточных (А. Я. Гаркави, А. А. Куник), византийских (В. В. Латышев), скандинавских (Ф. А. Браун) и западно-европейских источников. Эти источники в значительной мере расширили понимание экономических и социально-политических процессов образования раннего Русского государства и свидетельствовали о значительной роли в них скандинавов. Взгляды на причины возникновения Русского государства изменились, в том числе было признано значение внутреннего экономического и социального развития восточных славян; само формирование государства теперь понималось как длительный процесс.
Расширение круга источников и изменение подхода к решению проблемы появления Русского государства сняли остроту проблемы этнической принадлежности варягов и ранних русских князей. Вплоть до середины 1940-х годов подавляющее большинство российских, советских и иностранных историков и филологов признавало активное участие скандинавов в формировании Древнерусского государства, скандинавское происхождение русской знати и династии, скандинавскую этимологию терминов «варяг» и «русь». Одновременно масштабные археологические исследования в Старой Ладоге, Гнёздове, Киеве, Чернигове (Н. Е. Бранденбургом, Д. Я. Самоквасовым, А. А. Спицыным, Т. Арне и др.) подтвердили, что в Восточной Европе IX—X веков проживало значительное число скандинавов, а скандинавские древности концентрируются в основных пунктах торговых путей.

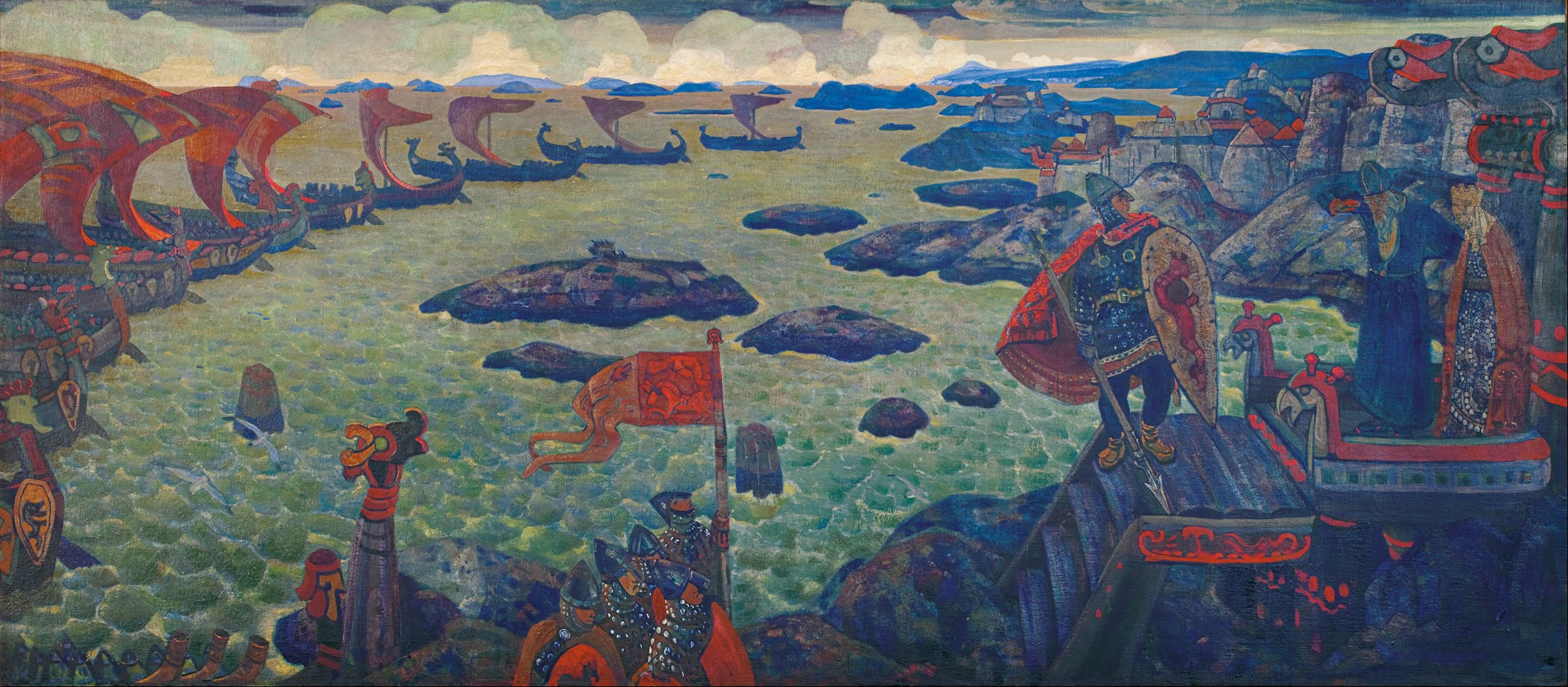
Варяжское море (Выступление в поход), Николай Рерих, 1910

В последние десятилетия XIX и в начале XX века антинорманизм, получивший монархическое оформление, стал официальным нарративом, и школьники обучались истории по учебникам Д. И. Иловайского. Демократическая общественность оставалась на стороне антинорманизма лишь недолгое время, и оппозиционные сатирики стали высмеивать теперь уже «верноподданных антинорманистов». Неоднократно переиздавалась книга Алексея Разина «Откуда пошла русская земля и как стала быть. Русская история в повестях». В первом выпуске (1875) «Славяне и варяги» «могучий, но немногочисленный род русь» причисляется к варяжским родам, вместе со «свеями» и «урманами». Касаясь событий 862 года, автор пишет, что в ситуации вражды славянских родов и угрозы от «находников» произошло призвание наемного войска варягов. Разин показывает постепенную интеграцию варягов в славянское общество. Скандинавами варяги представлены также в известной серии для народного чтения «Книжка за книжкой», в том числе в повести В. Н. Крылова «Господин Великий Новгород».
Самая ранняя форма геральдического щита — треугольная, суживающаяся книзу. Эта форма получила название норманнский щит, в русской геральдике его называют варяжский щит. Наименование «варяг» получило распространение в русском военном деле, в основном в качестве название военных кораблей, включая известный бронепалубный крейсер, затопленный в 1904 году.

## Советский период
В советский период отношение к варяжскому вопросу снова изменилось, как в работах историков, так и в художественных произведениях. Норманская теория теперь рассматривалась как политически вредная, враждебная марксистскому пониманию истории, сохранившись только в среде историков-белоэмигрантов. Официальная советская пропаганда представляла «норманистов» как «врагов народа» или «агентов запада».
В середине 1940-х — начале 1950-х годов в Советском Союзе произошло новое усиление антинорманизма, которое имело две основных причины: реакция на эксплуатацию идей «норманизма» в нацистской Германии для пропаганды расового превосходства «германской расы» над славянами — скандинавы изображались нацистами как культуртрегеры по отношению к славянам; а также «борьба с космополитизмом». Сказание о призвании варягов стало ассоциироваться с нацистскими идеями о неспособности «славянской расы» к самостоятельному развитию и воспринималось как чуждое «патриотической» русской летописи, которая, с точки зрения части советских авторов, свидетельствует об исконно славянских (киевских) истоках государственности. В сферах истории и археологии «борьба с космополитизмом» выразилась в теории автохтонного, не имеющего внешних влияний, развития восточных славян. Присутствие скандинавов в Восточной Европе отрицалось (А. В. Арциховский). Основным аргументом этого, как и в XVIII веке и в середине XIX века, была попытка доказать нескандинавскую этимологию названий «русь» и «варяги». Для этих терминов предлагались восточно-славянская (М. Н. Тихомиров), кельтская, прибалтийско-славянская (А. Г. Кузьмин) и др. этимологии.
Многие годы советский антинорманизм представлял историк и археолог академик Б. А. Рыбаков. С 1940-х годов он отождествлял русов и славян, помещая первое древнеславянское государство, предшественника Киевской Руси, в лесостепь Среднего Поднепровья. В 1953 году он писал: «После того, как многие доводы норманистов были опровергнуты, норманская теория осталась где-то на грани между консервативной ученостью и политическим памфлетом». Он упрекал сторонников норманской теории в подтасовках, имеющих целью принизить творческие способности славян.
В 1960-е — начале 2000-х годов в работах археологов (Д. А. Авдусин, М. И. Артамонов, А. Н. Кирпичников, Г. С. Лебедев, Е. Н. Носов, Т. А. Пушкина и др.), историков и источниковедов (А. А. Горский, Е. А. Мельникова, А. П. Новосельцев, В. Т. Пашуто, В. Я. Петрухин, М. Б. Свердлов, И. П. Шаскольский и др.), филологов (Г. А. Хабургаев, Г. Шрамм) изучение славяно-скандинавских связей периода формирования Русского государства было выведено далеко за пределы спора о происхождении названий «русь» и «варяги», обретя комплексный и междисциплинарный характер. Основными вопросами являются роль торговых путей в образовании государства и степень участия варягов в международной торговле, формирование русской военной элиты и место, занимаемое в ней варягами, наряду с другими этническими группами, сравнительная типология социально-политического развития скандинавов и восточных славян и их этнокультурный синтез, русские вляиния на культуру Восточнеой Скандинавии др.
Негативная оценка декабристами самого события призвания варягов стала основанием для утверждения советских историков о неприятии норманской теории «поколением дворянских революционеров», о чём писал В. В. Мавродин в 1949 году. По его утверждению, антинорманизм неизменно был уделом «передовой общественной мысли в области науки», а норманизм — отражением «реакционных взглядов на русскую историю».
В связи со своим варяжским (германским) происхождением Рюрик был исключён из позднесоветской традиции, как из научной интерпретации «Повести временных лет», так и из школьного нарратива. Согласно «Советской исторической энциклопедии», а вслед за ней школьным текстам, Рюрик был «легендарным основателем династии», тогда как Олег рассматривался как «первый исторически достоверный русский князь».
Характерной особенностью советских исторических романов было противопоставление ментальных особенностей этносов, что отчасти объясняется духом выигранной войны и самосознанием победителей: «великодушных, дружелюбных, верных Родине, веселых и честных» славян и «хитрых, недоверчивых, беспощадных, безродных и беспринципных» норманнов.
В целом вторая половина XX века стала для российской общественной мысли «антинорманистским» периодом. В духе «борьбы с безродным космополитизмом» была написана трилогия о начальной истории Руси Валентина Иванова, в которую входят романы «Повести  древних  лет», «Русь изначальная» и «Русь великая». В первом произведении трилогии автор проводит идею автохтонного происхождения русского государства и нескандинавского происхождения варягов. В 1980-е годы в кампанию популяризации литературного творчества Иванова включился историк А. Кузьмин, видный участник националистической «русской партии», который написал объёмное послесловие для массового издания романа «Повести древних лет», в 1985 и 1986 годах выходившего в издательстве «Современник» тиражом по 200 000 экземпляров. В 1986 году издательство «Молодая гвардия» переизданием «Руси изначальной» открыло библиотеку-серию «История Отечества в романах, повестях, документах». Издание было снабжено вводными статьями и набором приложений Кузьмина, который рекомендовал это издание своим студентам в качестве учебного пособия. Предисловия демонстрировали собственные воззрения Кузьмина по варяго-русскому вопросу.
Шестидесятники вернулись к идеям славянофилов середины XIX века с их представлением, что все культурные достижения имеют исконно славянское происхождение. Авторы исторических романов обратили своё внимание к Киевской Руси и удельным княжествам, тогда как неудобная тема возникновения государства игнорировалась. Так, художественно-историческая проза Дмитрия Балашова ориентируется на XIII—XV века, и только в послесловии к первой повести «Господин Великий Новгород» писатель кратко излагает идею автохтонного появления государственности: «С легендарным Гостомыслом с юга, откатываясь после аварского погрома, пришли словене, на горьком опыте своем… понявшие необходимость государственного единства, почему они и явились инициаторами возникшего союза».
В 1970-е годы происходит некоторое возрождение интереса к роли скандинавов в русской истории. Как и во второй половине XIX века, это возрождение пришло через посредство детской художественной литературы. В 1974 году вышла детская историко-приключенческая повесть «Необычайные приключения Кукши из Домовичей» скандинависта, детского писатель и переводчика Юрия Вронского. Повесть понимает варягов как норманнов, а в Ладоге по сюжету в середине IX веке правит вымышленный морской конунг Орвар Стрела — он «покорил или перебил окрестных князей, пользуясь их взаимной враждой». Как уступка официальному антинорманизму присутствует «поморское» происхождение конунга Рерика.

## Постсоветский период
Очередное усиление спора вызвал доклад историка и археолога Л. С. Клейна (1995) о «конце антинорманизма» (один отклик в поддержку, два — против) на торжественном юбилее дискуссии 1965 года. Клейн полагал, что после ликвидации советской власти, а вместе с ней и государственной поддержки антинорманизма, дискуссия на эту тему завершена. Однако с 1990-х годов антинорманистские идеи приобрели новую известность как в общественном, так и в академическом дискурсе в России, Украине и Белоруссии. Возникла тенденция реанимации традиционного антинорманизма, которая включает как тиражирование без научного комментария трудов Иловайского и Гедеонова, так и написание работ, основанных на их идеях. «Современным лидером антинорманизма» Клейн называет липецкого историка В. В. Фомина, одного из учеников и последователей Кузьмина.
Сохраняющаяся приверженность антинорманизму в странах в постсоветский период мотивируется современным этнонационализмом и потребностями государственного строительства. На Украине и, в меньшей степени, в Белорусии постсоветское национальное строительство, противопоставленное историческому дискурсу в рамках российского империализма, способствовало распространению антинорманистских взглядов в научных кругах и, в большей степени, в массовой культуре. Антинорманистские взгляды занимают видное место в некоторых российских школьных учебниках XXI века. Ряд популярных работ и ресурсов в Интернете распространяют среди среднестатистических жителей России представление, что норманисты это «инородцы», «русофобы», «антипатриоты» и в целом «безнравственные люди».
В 2009 году историк-антинорманист А. Н. Сахаров, директор Института российской истории РАН, член-корреспондент РАН и один из активных членов Комиссии по противодействию попыткам фальсификации истории в ущерб интересам России, в интервью российскому телеканалу заявил, что среди современных фальсификаций одним из самых опасных средневековых вымыслов является норманизм, который «сегодня снова поднимает голову». Он утверждал, что в России дует новый ветер норманизма, инспирируемый иностранными организациями и учреждениями, финансирующими «деструктивную деятельность» некоторых российских учёных и исследовательских центров.
В период перестройки и позднее сложился информационно-культурный фон, в котором стал возможен пересмотр путей решения «варяжского вопроса» в историографии. Всё больше стало выходить работ, которые профессионально интерпретировали этот вопрос как проблему автохтонного генезиса русского государства при наличии фактора скандинавов, ускоривших генезис и в то же время оказавших этнокультурное влияние. Однако художественная культура 1990-х годов продолжала отрицать любые иноземные влияния на славянскую культуру, что создало разрыв между исторической наукой и массовым историческим сознанием. Исторические романы 1990-х годов были различны по качеству, создавались уже в рыночных условиях и в искажённом виде отразили поиски «компромиссных» решений варяжского вопроса, эклектично комбинируя различные историографические подходы. Например, роман Г. Ф. Петреченко «Рюрик», изданный в 1994 году, демонстрирует отсутствие у автора целостного представления о появлении раннесредневековых государств.
Как взвешенный и исторически обоснованный характеризуется взгляд на варяжскую проблему в романе Бориса Васильева «Вещий Олег» (1996). «Варяги» и «викинги» в романе — синонимы, которыми обозначена «разноплеменная вольнолюбивая ватага» воинов-наемников, в основном скандинавского происхождения. Писатель много раз акцентирует внимание на роли иноплеменного элемента в качестве катализатора объединения славянских племен и образования государства; «древнегерманское племя» русов он сравнивает с мощной рекой, которая влилась в славянское море и оставила напоминание о себе только в названии «Русь». Многочисленные переиздания этого романа в 2000-е годы свидетельствуют о его популярности и актуальности. С 2008 года велась работа над одноименным художественным фильмом по мотивам литературного произведения.
В 1990-е годы тема возникновения русского государства получила широкий отклик в произведениях жанра славянского фэнтези, что стало реакцией на настроения массовой аудитории, связанные с «обидой за Отечество». Росло количество произведений в стиле фэнтези, воспроизводивших идею, что варяги были одним из племён прибалтийских славян. Однако авторы, в целом декларативно опираясь на антинорманнскую концепцию, часто «проговариваются», применяя скандинавскую лексику, называя варяжских вождей конунгами, варяжскую знать — ярлами, а варяжское вече — тингом; вводя скандинавские имена «варягов-славян»: Эрик, Улаф, Хельга, Ингвар. Роман «Варяги» А. Тестова в стиле путешествия во времени отражает историческую реконструкцию, вид молодёжного досуга, который получил распространение в 1990-е годы. С точки зрения молодых реконструкторов, главных действующих лиц романа, выбор викингов или славян — дело вкуса, эти образы в равной мере привлекательны и романтические. Представление об участии скандинавов в славянской истории IX века прочно вошло в массовое историческое сознание.
Среди инонациональных типов выделяются «нация-предшественник» и «нация-соперник». Первый включает образы варягов (викингов, норманнов, западных славян), ко второму относятся восточные народы, ромеи, поляки, немцы/тевтоны. В рамках инонационального образного ряда большей востребованностью и художественной проработанностью отличается норманнская составляющая. Актуализация темы «нации-предшественника» в 1990-е годы имела причиной кризисом имперского сознания, что компенсировалось ростом национализма, в котором принципиально важной стала этиологическая тематика, что оказало влияние и на славянское фэнтези. Оппозиция «свой — чужой», формирующая образ Чужого/Другого, в славянском фэнтези становится значимым конструктом национального мифа. Отказ от прямого воспроизведения антинорманизма, по мнению Бреевой, свидетельствует о вторичном присвоении норманнского компонента, что происходит по двум основным направлениям, которые совпадают с гендерными версиями славянского фэнтези. В мужском варианте присвоение происходит через посредство родовой модели, на коллективном уровне национальной идентичности. Женский вариант выдвигает на первый план интимно-личную модель, позволяющую перенести варягов в зону «своего». Модель «нации-предшественника» обеспечивает втягивание «чужого» в сферу «своего» и в то же время сохранение качественной неполноты, что отражает реваншистскую направленность славянского фэнтези.
В 2016 году вышел российский исторический фильм «Викинг» режиссёра Андрея Кравчука, повествующий о приходе в X веке к власти на Руси князя Владимира Святославича и последующих событиях вплоть до крещения князя и киевлян. Варягами являются наёмники Владимира из Скандинавии, он сам — потомок скандинавов.
На встрече «Правда и вымысел „Викинга“. Эксперты о фильме» с А. Г. Гордоном фольклорист О. В. Белова, историки А. В. Назаренко, В. Я. Петрухин, историк, скандинавист Е. А. Мельникова ответили на критику со стороны ряда публицистов, положительно оценив некоторые аспекты исторической достоверности фильма.
По мнению историка А. А. Селина, постсоветский официальный исторический нарратив рассматривает Рюрика как достоверную историческую фигуру. Селин писал, что на происхождении Рюрика, однако, внимание обычно не акцентируется, а когда этот вопрос обозначается, то скандинавская принадлежность в той или иной мере подвергается сомнению или оспаривается. Так, академическими учёными высказывалось мнение, что Рюрик был «наполовину славянин, наполовину скандинав» (версия сомнительной Иоакимовской летописи, согласно которой он был сыном неизвестного варяга и дочери новгородского старейшины Гостомысла Умилы); академический журнал «Вопросы истории» публиковал статью историка Г. И. Анохина, что Рюрик — «солевар из Руссы».
В отличие от советского времени Рюрик вновь обрёл статус символического основателя российской государственности, что связано с архаизирующим трендом, имеющим место в массовом популярном историческом жанре. Архаизирующая историография связана со взятой некоторыми представителями академической среды линией на идею укрепления власти и представления об автохтонности. Воспринимаются понятные идеи «возникновения российской государственности» без детальных историографических экскурсов; варяжская легенда проста и понятна. Создатели современного образа Рюрика опираются на авторитет Н. М. Карамзина или чаще — на прямое «обращении к летописям», «подлинность текстов летописей», при этом буквально толкуя летописные тексты. Эта тенденция происходит на фоне ярко развивающегося научного изучения ранней Руси. В официальном дискурсе северо-западных регионов Рюрик утвердился благодаря активной деятельности археологов.